# 下北文化会館
下北文化会館（しもきたぶんかかいかん）は、青森県むつ市にある市の施設である。

## 概要
1985年（昭和60年）10月28日に開館した下北地方では最大のホールである。むつ市内や周辺地域の学校･団体が当施設で公演や発表会などを開催するほか、コンサートなど大規模な公演も行われる。

## 所在住所
〒035-0072 むつ市金谷1丁目10番1号

## 施設
- 大ホール（1186席）
- プラネタリウム（90席）※現在休止中
- 視聴覚室
- 大会議室
- 集会室
- レストラン
  - ほか

## アクセス
- JR東日本大湊線下北駅から徒歩約30分、車で約10分。
- 下北駅前から下北交通の路線バスで｢むつ市役所前｣バス停下車後、徒歩約10分。または、｢下北文化会館前｣バス停下車、目の前。

## 周辺
- 金谷公園
- むつ総合病院
- むつ市立第二田名部小学校
- 市民体育館
- むつ市キッズパークムチュ☆らんど
- むつ市文化財収蔵庫
  - ほか

## 送信所
屋上にはコミュニティ放送局｢エフエムむつ｣の送信所が置かれている。
| 免許人               | 呼出符号   | 周波数   | 空中線電力        | ERP  | 放送区域     | 放送区域内市内世帯カバー率 |
| -------------------- | ---------- | -------- | ----------------- | ---- | ------------ | -------------------------- |
| 株式会社エフエムむつ | JOZZ2AH-FM | 76.2 MHz | - 20 W - （10 W） | 43 W | むつ市の一部 | - 62.7% - (83.44%）        |
| 注：（）内は開局当初 |            |          |                   |      |              |                            |

- 1997年（平成9年）
  - 9月30日 - 放送局（現・特定地上基幹放送局）の免許取得[1][3]
  - 10月1日 - 開局[3]
- 2001年（平成13年）8月8日 - 空中線電力を20 Wに増力[4]
- 2005年（平成17年）3月14日 - むつ市が 川内町・大畑町・脇野沢村を編入し広域化
- 2007年（平成19年）
  - 11月21日 - 川内・大畑・脇野沢中継局の免許取得[5]
  - 11月22日 - 川内・大畑・脇野沢中継局が開局[4]